# Les Nancy Hart
 (février 2012).
Si vous disposez d'ouvrages ou d'articles de référence ou si vous connaissez des sites web de qualité traitant du thème abordé ici, merci de compléter l'article en donnant les références utiles à sa vérifiabilité et en les liant à la section « Notes et références ».
Les Nancy Hart est la quarante-septième histoire de la série Les Tuniques bleues de Lambil et Raoul Cauvin. Elle est publiée pour la première fois du no 3430 au no 3442 du journal Spirou, puis en album en 2004.

## Résumé
Après une bataille particulièrement sanglante à Fort Tyler, en Géorgie, le sergent Chesterfield et le caporal Blutch, seuls survivants avérés du vingt-deuxième de cavalerie, sont temporairement réaffectés sous les ordres du colonel Oscar Lagrange, en attendant que le capitaine Stark soit soigné. Lagrange a de son côté pour objectif de retrouver le général Lee, qui a la fâcheuse et inexplicable tendance de disparaître sans laisser de traces, prenant ainsi les troupes de l'Union par surprise. La troupe de Lagrange s'arrête près d'un village qui semble abandonné, et qui s'appelle Lagrange. En plein territoire confédéré, le prudent colonel ne veut prendre aucun risque, et, craignant qu'il n'y ait à l'intérieur des soldats retranchés ennemis, monte un campement. Il n'en fallait pas plus pour permettre à Blutch et à Chesterfield de recommencer leurs éternels disputes, provoquant l'ire du colonel, qui leur ordonne le lendemain matin d'aller voir si Lagrange est déserte.
Une sinistre palissade se dresse devant les deux cavaliers, mais ils réalisent bien vite que Lagrange est occupée. Après quelques pérégrinations, Blutch et Chesterfield obtiennent la certitude que le village est contrôlé par des femmes sudistes, qui prétendent défendre leurs biens de l'envahisseur yankee, ce dernier ayant pour habitude de saccager les villes qu'il occupe, brûlant les maisons et volant les biens les plus précieux. Ces femmes sont les Nancy Hart, et elles n'ont aucune intention de se rendre. Comment les déloger de là ? Les Tuniques bleues se retrouvent face à un sacré problème moral. Persuadés de leur supériorité masculine sur de pauvres femmes fragiles, ils entament de houleuses négociations consistant à effrayer les Nancy Hart. Une parodie du sexisme, où les soldats mâles se font duper avec une incroyable facilité par les Nancy Hart, qui utiliseront des armes bien plus efficaces que leurs fusils ou leurs canons, suscitant la compassion des soldats pour mieux parvenir à leurs fins.

## Personnages
- Sergent Chesterfield : le fameux comparse de Blutch, qui, à l'inverse de ce dernier, est épais mais assez naïf, il sera incapable de prendre au sérieux la menace des Nancy Hart. Il reste en ce sens conforme à lui-même : courageux, maladroit, et d'une incroyable naïveté, ne parvenant pas à voir au-delà des simples apparences.
- Caporal Blutch : célèbre héros de la série, Blutch est un personnage chétif et malingre, qui compense sa faiblesse physique par une intelligence plus développée que son compatriote. Dans cet épisode, il est le seul homme à faire preuve d'un peu de clairvoyance et d'esprit critique en considérant les Nancy Hart comme de véritables soldats, et pas de simples femmes désespérées. Cela ne l'empêche pas toutefois d'être, à l'instar des autres hommes, totalement manipulé.
- Capitaine Nancy Hill : elle est la dirigeante des Nancy Hart. Ce nom est peut-être une référence au personnage de Nancy Hart, qui fut une femme soldate sous les ordres des Confédérés. Nancy Hill est une femme autoritaire, qui dirige sa compagnie, réprimande les troupes qui laissent exprimer un peu trop facilement leurs sentiments vis-à-vis de l'ennemi, et fait preuve d'une sagesse d'esprit redoutable, parvenant sans le moindre problème à piéger toute une garnison adverse.
- Colonel Oscar Lagrange : le colonel qui dirige la garnison fait preuve d'un tempérament exalté quand il s'agit d'affronter des hommes, mais perd tous ses moyens face aux femmes. Il multipliera des stratégies douteuses pour essayer de décourager les Nancy Hart de se battre, s'énervant de plus en plus à chaque fois que ses plans échouent. Il est le stéréotype des officiers nordistes, des stratèges peu compétents, puisqu'il refusera de considérer les femmes comme étant dangereuses, même après s'être fait tirer dessus et avoir vu sa pièce d'artillerie exploser à cause d'un canon ennemi.

## Contexte historique
Cette histoire se déroule après la bataille de West Point qui a eu lieu le 16 avril 1865 à West Point en Géorgie, à la fin de la guerre de Sécession. La bataille s'est produite dans Fort Tyler, le dernier fort ayant été capturé par l'Union, sept jours après que le général Robert Lee a été capturé face au général de l'Union Ulysse S. Grant et deux jours après l'assassinat du président Abraham Lincoln, faisant d'elle l'une des dernières batailles de la guerre de Sécession. Le colonel Oscar Hugh LaGrange et sa brigade ont joué un rôle vital dans la bataille de West Point qu'ils ont remportée. Après leur victoire, les troupes de Lagrange ont migré vers l'est, en direction de la ville de Lagrange en Géorgie, où ils ont rencontré un groupe de femmes armées appelées les Nancy Hart. Après que le colonel LaGrange a assuré aux femmes qu'il ne détruirait pas leur village, elles ont reculé et désarmé.

## Les Nancy Hart
Les Nancy Harts étaient un groupe de femmes qui prirent les armes dès 1861 dans une communauté de Géorgie appelée LaGrange et qui s'organisèrent en milice afin de se préserver des pillages et exactions que pouvaient commettre des groupes de soldats isolés. « Nancy Hart » est le nom emprunté à une héroïne rebelle de la révolution américaine. Ce groupe de militantes a été formé par Nancy Hill Morgan (chef des Nancy Hart) et Mary Alford Heard. C'est après que leurs maris furent déportés qu'elles créèrent un groupe dans le but de soigner les soldats blessés à la guerre.

## Les personnages
Dans la bande dessinée, à la page 3, on nous indique que le colonel Lagrange porte le même nom que la ville dans laquelle lui et ses hommes se rendent. On nous précise aussi que cela est authentique.
Le sergent Chesterfield et son acolyte Blutch (qui sont des personnages fictifs) se retrouvent face aux Nancy Hart à la page 17 et vont rencontrer Nancy Hill Morgan et Mary Heard, les leaders du groupe qui, elles, ont vraiment existé.
Le personnage du nom de Margie qui apparaît à la page 16 est complètement fictif. Par la suite, elle se déguisera en homme pour passer inaperçue auprès des soldats, ce qui est un acte qui s'est vraiment produit puisque, durant la guerre, plus de 400 cas de femmes américaines se déguisaient en hommes pour combattre dans l'Union.  

## Les lieux
Tous les lieux cités dans la bande dessinée sont réels, tels que Fort Tyler et la ville de Lagrange dans l'État de Géorgie.

## Les évènements
L'arrivée des troupes du colonel Lagrange dans la ville de Lagrange après la bataille de Fort Tyler est authentique (page 3). 
La rencontre entre les Nancy Hart et les troupes du colonel Lagrange qui est racontée dans la BD est différente de ce qui s'est réellement passé à l'époque. Dans la réalité, le colonel qui désirait traverser la ville de Lagrange, a assuré aux femmes qu'ils ne détruiraient pas leur village : elles ont donc reculé et désarmé. Les chamailleries qui se produisent de la page 19 à la page 44 ont été ajoutées pour rallonger l'histoire de la BD. 
À la page 45, on découvre que les hommes des Nancy Hart (qui étaient censés être morts) sont en fait cachés dans des caves. Dans la réalité historique, ces mêmes hommes ont été déportés avant l'arrivée du colonel.